# Dendermonde
Dendermonde (en francés: Termonde, en alemán: Dendermünde, en español áurico, Dendermonda) es una ciudad de Bélgica ubicada en la provincia de Flandes Oriental. El término municipal comprende la propia ciudad de Dendermonde y las ciudades de Appels, Baasrode, Grembergen, Mespelare, Oudegem, Schoonaarde, y Sint-Gillis-bij-Dendermonde. Dendermonde está ubicada en la desembocadura del río Dendre, donde se une con el río Escalda.

## Historia

### Desde los orígenes hasta elsigloXV
Algunos artefactos interesantes fueron encontrados La-Tène en Appels, demuestran que esta región del Escalda estaba habitada durante la prehistoria. Algunas tumbas que datan del siglo II y del siglo VI dan testimonio de vastos asentamientos en los períodos galo-romano y merovingio. En 843 
En el año 843, el Tratado de Verdún ubicaba a Dendermonde en Lotaringia. Después de las invasiones normandas de 883, sin embargo, Balduino II tomó la región y la incorporó al recientemente fundado Condado de Flandes. 
Otón II construyó un fuerte en el siglo X, lo que alentó nuevos asentamientos en la zona. La ciudad fue reconocida como tal en 1233 y creció rápidamente gracias al desarrollo de la industria textil. También se construyeron varios claustros, capillas, iglesias y una muralla. A mediados del siglo XIV, se erigió el campanario en la plaza del mercado. La prosperidad de la ciudad, sin embargo, dio lugar a una creciente competencia con otras como Gante y a ocasionales ataques y saqueos de poblaciones vecinas. En 1384, toda la zona devino parte del Ducado de Borgoña. Pasando a formar parte de los Países Bajos de los Habsburgo en 1482.

### Siglo XVI hasta la actualidad
A finales de 1577 la ciudad quedó en manos de los rebeldes neerlandeses hasta el 17 de agosto de 1584, cuando las tropas españolas al mando del Rayo de la Guerra, tomaron la ciudad y prácticamente la destruyeron. 
Diez años después, los mismos españoles construyeron su propia plaza fuerte entre los ríos Dender y Escalda. En 1667, los franceses avanzaron sobre la ciudad teniendo que levantar el asedio. las tropas aliadas de Holanda e Inglaterra, comandadas por John Churchill, I duque de Marlborough, fueron las que provocaron los mayores estragos en 1706 destruyéndola. En 1714 la ciudad pasó a los Países Bajos Austríacos. Fue entonces cuando estos fortificaron la ciudad para prevenir las ambiciones francesas. Después de soportar el largo asedio que les impuso Luis XV, que supuso la ocupación francesa de 1745 a 1749, la ciudad pudo finalmente darse un respiro al punto que las defensas fueron desmanteladas algunas décadas más tarde. En 1795 fue anexionada a la Primera República Francesa.
La segunda mitad del siglo XIX fue más próspera para Dendermonde por el advenimiento de la Revolución Industrial y el desarrollo de la industria algodonera local. A partir del 1850 se modernizaron las instalaciones portuarias y se estableció el ferrocarril lo que a la vez facilitó el establecimiento de otras empresas tales como la aceitera, la peletera y la de calzado.
El inicio de la Primera Guerra Mundial en septiembre del 1914 fue desastroso para Dendermonde pues más de la mitad de las viviendas y el archivo de la ciudad fueron bombardeados y quemados. Empero, hoy la ciudad es el centro administrativo, comercial, pedagógico y médico de la provincia.

## Demografía

### Evolución
Todos los datos históricos relativos al actual municipio, el siguiente gráfico refleja su evolución demográfica, incluyendo municipios después de efectuada la fusión el 1 de enero de 1977.
| Gráfica de evolución demográfica de Dendermonde entre 1846 y 2019 |
|                                                                   |

## Lugares de interés

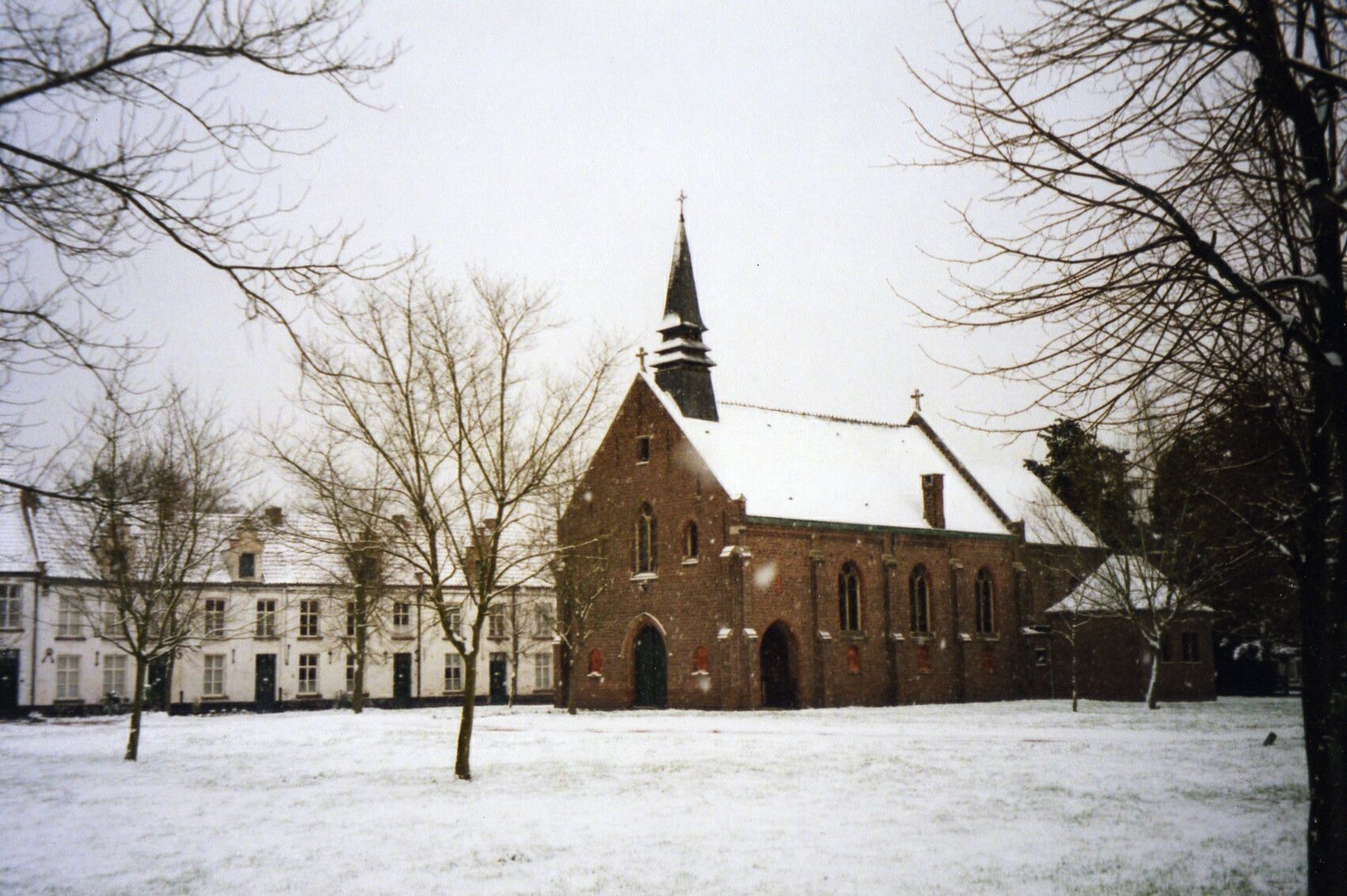
Dendermonde beguinaje

- El beguinaje es desde 1998 un sitio perteneciente al patrimonio de la humanidad según Unesco.
- La alcaldía y la torre del campanario también son monumentos de la humanidad desde 1999. La torre del campanario tiene un carillón y era antiguamente parte de la Sala de Tela.
- Hay una abadía benedictina en el centro mismo de Dendemonde.
- El tren de vapor Dendermonde-Puurs es igualmente un patrimonio cultural. Este tren recorre 14 kilómetros desde Dendermonde hasta Puurs.

## Habitantes famosos
- Alwin de Prins, competitive swimmer (b. 1978)
- Pierre-Jean De Smet, missionary among the Native Americans (1801-1873)
- Geert De Vlieger, Jugador belga de fútbol (n. 1971)
- Jan De Vos, alcalde de Amberes (1844-1923)
- Emmanuel Hiel, poet and prose writer (1834-1899)
- Fernand Khnopff, painter (1858-1921)
- Kim Kay (pseudonym of Kim Van Hee) (Dendermonde, 27 February 1978) is a Belgian singer.
- Caroline Maes, tennis player (b. 1982)
- Johannes Ockeghem, composer, was said to be born in Dendermonde (c. 1410-1497)
- Ivo Van Damme, middle distance runner (1954-1976)
- Marc Vereecken (b. Dendermonde), former index man
- Pat Van Den Hauwe, Welsh international soccer player, former husband of Mandy Smith (b. 1960)
- former Belgian Prime Minister Guy Verhofstadt was born and raised in Dendermonde (b. 1953), as was his younger brother the political scientist Dirk Verhofstadt (b. 1955).
- Frans Courtens, painter, born in Dendermonde (1854-1943)
- Jaak Vanderperren, pilot in the Royal Air Force during WWII, was born in Dendermonde (1920-1944) but killed in action during a close air support mission against the German Army with his Supermarine Spitfire XIV
- Jan Verhas, painter (1834-1886).
- Franz Verhas, painter (born circa 1827-died circa 1897)
- Remi Vermeiren (b. Dendermonde, 23 February 1940), businessman.